# Rudolf Weiner
Rudolf A. Weiner (* 8. September 1951 in Torgau) ist ein deutscher Chirurg und Hochschullehrer. Seine Schwerpunkte sind die Minimalinvasive Chirurgie und die Adipositaschirurgie. Er ist ehemaliger Chefarzt der Klinik für Adipositas-Chirurgie und Metabolische Chirurgie am Sana Klinikum Offenbach.

## Leben
Nach dem Abitur in Herzberg (Elster) studierte er Humanmedizin an der Universität Leipzig von 1971 bis 1976. 1975 schloss er als Diplom-Mediziner summa cum laude ab und promovierte 1976 an der medizinischen Fakultät Charité der Humboldt-Universität zu Berlin ebenfalls summa cum laude. 1992 habilitierte er sich an der Universität Leipzig, wurde 1994 Privatdozent für Chirurgie an der Johann Wolfgang Goethe-Universität Frankfurt am Main und 2000 Professor für Chirurgie an der Universität Frankfurt am Main. Er ist verheiratet und hat zwei Kinder.
Nach seiner Promotion war er als Arzt im Kreiskrankenhaus Zschopau/Erzgebirge tätig. Danach wechselte er an das Klinikum St. Georg in Leipzig, wurde 1981 Facharzt für Urologie, 1984 Facharzt für Chirurgie und 1989 Oberarzt für Chirurgie. 1993 wechselte er als Oberarzt für Chirurgie an das Krankenhaus Nordwest Frankfurt am Main, spezialisierte sich dort auf Viszeralchirurgie und wurde einer der Begründer der laparoskopischen Adipositaschirurgie in Deutschland. 2001 wurde er Chefarzt für Chirurgie am Krankenhaus Sachsenhausen in Frankfurt am Main mit dem Schwerpunkt Adipositaschirurgie. 2014 wechselte er an Sana Klinikum Offenbach und gründete dort die Klinik für Adipositas Chirurgie und Metabolische Chirurgie, einem zertifizierten Exzellenzzentrum der DGAV.
Qualifikationen
1981 Facharzt für Urologie
1984 Facharzt für Chirurgie
1987 Facharzt für Biophysik
1995 Subspezialisierung Visceralchirurgie

## Auszeichnungen
- Rudolf-Virchow-Preis (DDR)
- 1998–2005 Vizepräsident der Deutschen Gesellschaft für Chirurgie der Adipositas
- 2005–2013 Präsident der Deutschen Gesellschaft für Chirurgie der Adipositas

## Publikationen
- Neue Chancen bei Adipositas – Magenband – Magenbypass – Magenschrittmacher. Trias Verlag, 2002, ISBN 3-8304-3049-3.
- Adipositaschirurgie – Indikation und Therapieverfahren. UNI-MED Verlag, Bremen 2006, ISBN 3-89599-958-X.
- Adipositaschirurgie im Wandel – Wohin geht die Reise? AdipositasSpiegel 2016, AcSDeV Verlag, Kelsterbach 2017, ISSN 2510-0610.

## Herausgeber
- Obesity Surgery, Adipositasspektrum
- AdipositasSpiegel, Adipositas, Langenbecks Archives of Surgery, Chirurgische Allgemeine, Obesity facts (past), Surgery for Obesity and Related Disorders, Bariatric Times, Moderne Infusionstherapie
- Reviewer: Der Chirurg, Obesity, Journal of Parenteral and Enteral Nutrition